# Cseresnyó vára
Cseresnyó egy középkori vár volt Horvátországban, a Verőce-Drávamente megyei Pitomacsához tartozó Mala Črešnjevica település területén.

## Fekvése
A vár falu közepén található dombon állt, amelyen ma a falu temploma található.

## Története
Az 1330-as évek környékén Moys varasdi ispán fia Sándor volt ennek a várnak és környékbeli földjeinek a tulajdonosa. A csázmai káptalan 1333-ban megerősítette birtokában ennek a helységnek és a körülötte lévő földeknek a birtokosát, melyekkel kapcsolatban akkoriban per volt folyamatban, egyúttal határozott a Hotova patak menti szomszédos nemesek birtokairól is. Egy évvel később arról értesülünk, hogy az említett Sándor és fivérei, befizették elmaradt tizedtartozásaikat. Ugyanebben az évben említi meg Ivan goricai főesperes a zágrábi püspökség statutumában az itteni Szent Márton templomot is, mely valószínűleg a vár közelében, attól valamivel délebbre állt.
A csázmai káptalan 1347-ben kiadott oklevelében rendezte Péter fia Corard birtokát, amely ekkor a szomszédos Progóczi család tulajdonában volt. Ekkor említik a „Chresneuch”- nevű birtokot is. Moys fia Sándorról „Cheresnew” birtokosaként az utolsó forrás egy 1358-ban kelt okirat, amikor Moys ispán leszármazottainak birtokhatárait újból megállapították . Ekkor említik a „via magnát” is, mely „Cheresneu” mellett haladt el. A középkori település utolsó említése a plébániák 1501-es összeírásában történik, ahol megemlítik a Szent Márton templomot is. Itt hozzátartozó egyházközséget „Chresno”-nak írják. A vár és a település is, valószínűleg 1552-ben egy török támadásban pusztult el. 1670 körül a falu pravoszláv szerbekkel települt újra, új lakói Horvátország különböző területeiről, főként Szlavóniából, Likából jöttek. Ekkor emelték az ősi vár helyén emelték fel a Szent Nedelja tiszteletére szentelt templomukat.

## A vár mai állapota
A várból mára csak jelentéktelen, de figyelemreméltó nyomok maradtak fenn. A falu közepén egy magányos domb található, melyen a kisméretű pravoszláv templom áll. A templom mellett temetőt is találunk. Az egészet ma is látható kör alakú árkok és sáncok maradványai övezik, de ezek nagy részét már régen betemették. A vár és a régi település maradványai a temetőben láthatók a legjobban. Itt a sírok ásásakor ma is sok középkori edénytöredéket, tégladarabokat és hasonlókat találnak. A vár udvarán a lakosság vízzel való ellátására egy ciszterna, vagy kút állt. A kút fölé építették fel a mai templomot. A kút jelenleg csak 3 méter mély, de valaha sokkal mélyebb lehetett. A vize valaha, amint mesélik gyógyhatású volt hasonlóan mint a benne lévő iszaphoz, mely a kút fenekén ma is megtalálható. Régen mai templom előtt állt egy Szent Márton tiszteletére szentelt templom, melyet Moys mester varasdi ispán fia, Sándor emeltetett.